# Willow Springs International Motorsports Park
Il Willow Springs International Motorsports Park è un autodromo presente nei pressi della cittadina statunitense di Willow Springs.

## Storia
I lavori di costruzione dell'autodromo iniziarono nel 1952 e la prima gara inaugurale fu tenuta nel 1953. Nel 1996 lo stato della California lo ha dichiarato come un luogo di interesse storico.

## Struttura
Da quando è stato realizzato negli anni cinquanta del XX secolo il tracciato non ha subito variazioni ed è sempre rimasto lungo 4 km. Nonostante questo, sono presenti diverse varianti del percorso adatte a diversi tipi di competizione motoristica. Sono presenti in tutto nove tornanti sul tracciato principale.